# Muriel Siki
Pour les articles homonymes, voir Siki.
Muriel Siki, de son nom complet Muriel Lenké Siki, née le 31 mars 1955 au Locle, est une journaliste suisse.

## Biographie
Muriel Siki est la fille du pianiste Béla Síki. Elle passe sa petite enfance au Locle puis grandit à Genève. À l'âge de 12 ans, avec sa famille, elle quitte la Suisse pour les États-Unis à Seattle et revient en 1984 avec un master en journalisme de l'Université de Boston (1979). Engagée à la TSR en 1984, elle présente l'émission Midi public. Dès 1988, elle présente le TJ-soir et en 2003, elle quitte pour un an la TSR. La direction de la chaîne lui demande en octobre 2004 de présenter la nouvelle émission hebdomadaire C'est tous les jours dimanche ; cette émission s'est arrêtée en juin 2006. Cette même année, elle présente l'émission Dolce Vita, avec des conseils santé, des bricolages, des astuces mode et des destinations de voyages futées. L'émission s'arrête en 2010. Elle reprend l'antenne à la TSR en 2011, pour une série d'émissions qui a pour titre : Coquelicot & Canapé.
Elle tient également une rubrique à la radio WRS.